# Atascocita
Atascocita es un lugar designado por el censo ubicado en el condado de Harris en el estado estadounidense de Texas. En el Censo de 2010 tenía una población de 65.844 habitantes y una densidad poblacional de 1.000,02 personas por km².

## Geografía
Atascocita se encuentra ubicado en las coordenadas 29°58′33″N 95°11′40″O / 29.97583, -95.19444. Según la Oficina del Censo de los Estados Unidos, Atascocita tiene una superficie total de 65.84 km², de la cual 65.35 km² corresponden a tierra firme y (0.74%) 0.49 km² es agua.

## Demografía
Según el censo de 2010, había 65.844 personas residiendo en Atascocita. La densidad de población era de 1.000,02 hab./km². De los 65.844 habitantes, Atascocita estaba compuesto por el 67.76% blancos, el 19.19% eran afroamericanos, el 0.45% eran amerindios, el 2.84% eran asiáticos, el 0.26% eran isleños del Pacífico, el 6.62% eran de otras razas y el 2.88% pertenecían a dos o más razas. Del total de la población el 22.82% eran hispanos o latinos de cualquier raza.

## Gobierno
En Atascocita, el Departamento de Justicia Criminal de Texas gestiona la Unidad Pam Lychner.

## Educación
El Distrito Escolar Independiente de Humble gestiona escuelas públicas.
La Biblioteca Pública del Condado de Harris gestiona la Biblioteca Sucursal Atascocita.